# Multiply (canção)
"Multiply" é uma canção do rapper estadunidense Xzibit, com a participação do rapper compatriota Nate Dogg. Foi lançada em 2002 como terceiro single de seu quarto álbum de estúdio Man vs. Machine. O remix oficial do single conta com a participação do rapper Busta Rhymes. O videoclipe da canção tem as aparições de Busta Rhymes, Dr. Dre e WC.[carece de fontes?]

## Faixas e formatos
| 12" single |                                  |         |  |
| N.º        | Título                           | Duração |  |
| 1.         | "Multiply" (edição de radio)     | 3:50    |  |
| 2.         | "Multiply" (edição limpa)        | 3:50    |  |
| 4.         | "Multiply" (edição do álbum)     | 4:11    |  |
| 5.         | "Multiply" (edição instrumental) | 4:08    |  |

## Desempenho nas paradas
| Paradas (2002)                                  | Melhor posição |
| ----------------------------------------------- | -------------- |
| O campo songid é OBRIGATÓRIO PARA PARADA ALEMÃ  | 33             |
| Austrália (ARIA)                                | 31             |
| Áustria (Ö3 Austria Top 75)                     | 66             |
| Bélgica (Ultratop 50 de Flandres)               | 47             |
| Bélgica (Ultratip Bubbling Under da Valônia)    | 6              |
| Estados Unidos (Bubbling Under Hot 100 Singles) | 14             |
| Estados Unidos (Billboard R&B/Hip-Hop Songs)    | 40             |
| Estados Unidos (Billboard Hot Rap Songs)        | 23             |
| Estados Unidos (Billboard Rhythmic)             | 27             |
| Noruega (VG-lista)                              | 15             |
| Países Baixos (Single Top 100)                  | 76             |
| Reino Unido (UK Singles Chart)                  | 39             |
| Suécia (Sverigetopplistan)                      | 31             |